# Javier Salgado Martín
Javier Salgado Martín, (Bilbao, 6 d'agost de 1980), és un jugador de bàsquet basc, que ocupa la posició de base.

## Carrera esportiva
Es va formar a les categories inferiors del Maristes Bilbao i del CB Lleó. Des de 2001 fins a juliol de 2010 va jugar al Bilbao Bàsquet havent crescut el jugador al mateix temps que el club, ja que va debutar a LEB2, i després de dos ascensos, el projecte biscaí es va assentar a la màxima categoria estatal. Al juliol de 2010 el Bilbao Basket prescindí del seu gran capità, i li va retirar la samarreta. Pocs dies després, va fitxar pel San Sebastián Gipuzkoa Basket Club.
Després de quatre temporades al San Sebastián Gipuzkoa Basket Club, el 16 d'agost de 2014 es va anunciar el seu fitxatge pel Tuenti Móvil Estudiantes per a la temporada 2014-15.

## Clubs
- 1998 - 1999 Patronato Bilbao
- 1999 - 2001 Elmar Lleó
- 2001 - 2010 Bilbao Basket
- 2010 - 2014: San Sebastián Gipuzkoa Basket Club
- 2014 - 2015: Tuenti Móvil Estudiantes

## Selecció espanyola
- Selecció d'Espanya sub-20.
- Selecció d'Euskadi (partits amistosos).